# Stadtarchiv Kitzingen
Das Stadtarchiv Kitzingen ist das Kommunalarchiv der Großen Kreisstadt Kitzingen in Unterfranken. Beim Stadtarchiv Kitzingen handelt es sich um das viertwichtigste Kommunalarchiv des Regierungsbezirks. Es wird in seinen Beständen nur von den Archiven in Würzburg, Schweinfurt und Aschaffenburg übertroffen.

## Geschichte
Erstmals urkundlich erwähnt wurde ein Archiv in der Stadt Kitzingen in einem Ratsprotokoll vom 27. Oktober 1613. Wahrscheinlich bestand bereits einige Zeit vorher eine Art Archiv. Das Archiv wurde zu Beginn des 17. Jahrhunderts modernisiert, wobei der Stadtrat die Anlage eines eigenen Registers verfügte. Das alte Archiv war zwischen Rathaus und Marktturm im sogenannten Marktturmbogen untergebracht, wo auch die Kanzlei ihren Sitz hatte. Schnell sammelte man alle Urkunden, Amtsbücher, Druckschriften und Rechnungen im Archiv.
Der erste namentlich genannte Archivar der Stadt war der Stadtschreiber und Rat Paul Rücklein (1584–1654), der 1626 begann alle Schriftstücke in einem Generalrepertorium zu versammeln. Rücklein wollte vor dem drohenden Rückfall der markgräflichen Stadt an das Hochstift Würzburg die Rechte ihrer Bürger beweisen können und trug alle auffindbaren Schriftstücke zusammen. 1802 wurde der Bestand des Archivs um das des aufgelösten Ursulinenklosters ergänzt. Erst der Übergang an Bayern reduzierte den Bestand des Archivs erheblich.
Seit 1814 wurden die älteren und wertvolleren Dokumente ins Staatsarchiv nach Würzburg verbracht. Später gelangten die meisten Urkunden, die vor 1400 ausgestellt worden waren, nach München in das Allgemeine Reichsarchiv. 1821 riss man den Marktturmbogen ab und das Archiv wurde auf verschiedene Räumlichkeiten verteilt. Die mittelalterlichen Urkunden lagerten auf dem Dachboden des Rathauses.
Eine Neuordnung des Archivs nahm 1838 Anton Reuß, der Sohn des Kitzinger Amtsarztes Peter Reuß vor, der als Bibliothekar an der Universität Würzburg arbeitete. Für die unentgeltliche Arbeit im Archiv wurde Reuß 1840 zum Ehrenbürger ernannt. Reuß sonderte mehrere Originale aus und ließ sie 1843 versteigern. Außerdem schaffte er einige Kirchenbücher und mehrere Urkunden zur Pfarr- und Stadtgeschichte in die Universitäts-Bibliothek Würzburg. Bereits 1858 wurde der Zustand des Archivs nach einer Visitation der königlichen Regierung neuerlich kritisiert.
Die Stadt reagierte, indem sie eine neue Stelle schuf, die das Archiv beaufsichtigen sollte. Erster Inhaber dieses Postens war der spätere Bürgermeister Andreas Schmiedel aus Bayreuth. Er ordnete die Registratur und legte ein Findbuch an. Nach dem Ersten Weltkrieg war das Archiv wiederum Thema: Insbesondere die Räumlichkeiten waren für die Aufbewahrung wertvoller Archivalien mangelhaft. Im Juni 1920 beschloss der Stadtrat den Umzug des Archivs in das ehemalige Salzmagazin im Nordwestflügel des protestantischen Schulhauses. 1925 wurde das neue Archiv umgebaut, um es der Öffentlichkeit zugänglich machen zu können.
Beim Luftangriff auf Kitzingen im Zweiten Weltkrieg blieb das Archiv unzerstört. Allerdings mussten die Dokumente gesäubert und neu gesichtet werden, weil die Detonationen die Wand- und Deckenbekleidungen abgelöst hatten und die Archivalien unter ihnen begraben lagen. Im Jahr 1965 zogen Archiv und Städtisches Museum unter der Leitung des pensionierten Gymnasiallehrers Ernst Kemmeter in den ehemaligen Kastenhof in der Landwehrstraße 23 um. Auf Kemmeter folgte im Jahr 1981 Helga Walter als Stadtarchivarin. Zunächst als provisorische Lösung gedacht, besteht das Archiv nach einem Umbau 2003 immer noch in den Räumlichkeiten des historischen Kastenhofs. Das Städtische Museum dagegen wurde im Jahr 2020 aufgelöst.

## Bestände
Die Archivalien im Kitzinger Stadtarchiv umfassen inzwischen 800 Regalmeter. Seine Bestände erlitten weder im Dreißigjährigen Krieg, noch im Zweiten Weltkrieg größere Verluste. Allerdings wurden mehrere Urkunden zu Beginn des 19. Jahrhunderts an die größeren Archive in München abgegeben. Nach der Gemeindegebietsreform in Bayern in den 1970er Jahren erhielt der Bestand durch die Gemeindearchive von Hoheim, Hohenfeld, Sickershausen und Repperndorf einen größeren Zuwachs. Bis 2003 waren die Archivalien aus Sickershausen und Repperndorf im Sickershäuser Rathaus untergebracht.
Neben den über 500 Urkunden aus der Zeit zwischen 1352 und 1800, darunter mehrere Kaiserurkunden, bestehen Amtsbücher, Bände und Protokollbücher, die teilweise aus dem 15. Jahrhundert stammen. Besonders im Fokus stehen die Konfessionskonflikte des 15. bis 17. Jahrhunderts, während denen die Stadt Kitzingen mehrfach ihren Stadtherren wechselte. Besondere Bedeutung für die gesamte Region haben fast 10.000 Bürgerrechtsakten aus dem 19. und 20. Jahrhundert. Bedeutsam sind ebenso die Ratsprotokolle, die seit 1525 fast lückenlos überliefert worden sind. Die Bestände des Spitals Kitzingen bilden einen weiteren Schwerpunkt.
Die frühe Digitalisierung der Archivalien seit 2004 galt zunächst vor allem den umfassenden Zeitungsbeständen. Insbesondere die Kitzinger Zeitung wurde digitalisiert. Daneben spielen die Fotobestände eine große Rolle: Neben Stadtbildern, Porträts und Stadtfotografien, lagern hier als Nachlass die Sammlungen Oskar Klemmert und Erwin Rumpel. Aus der Zeit zwischen 1960 und 1990 besteht außerdem das Pressearchiv der Main-Post in den Räumlichkeiten des Kitzinger Stadtarchivs.